# 杉田菜穂
杉田 菜穂（すぎた なほ、1980年3月12日‐）は、日本の社会経済学者、俳人、歌人。大阪公立大学大学院経済学研究科教授。

## 人物・来歴
奈良県奈良市生まれ。2003年大阪市立大学経済学部卒、2009年同大学院経済学研究科後期博士課程修了、「戦前日本の児童・人口問題と社会政策」で経済学博士。日本の戦前から戦後期（概ね1960年代まで）にかけての社会政策の歩みを優生-優境主義と名づけられた人口問題との密接な関りにおいて捉えるなど、人口問題や社会政策について研究している。
2010年同志社大学政策学部講師、2014年大阪市立大学大学院経済学研究科准教授を経て、2022年大阪市立大学大学院経済学研究科教授。2022年大阪公立大学大学院経済学研究科教授。
俳人としては、茨木和生に師事。2009年に「運河」入会。「運河」同人を経て、「運河」無監査同人。俳人協会幹事。日本文藝家協会会員。歌人としては、「塔」会員。
俳句
東京のさくら吉野のさくらかな
夜濯の紅き洗濯ばさみかな
学会の夜のホテルに泳ぎけり
正論を貫き通す涼しさよ
金魚にもある溜息のやうなもの
学問の自由泰山木の花
図書館のいつもの席に秋の暮
短日の三時四時五時六時かな
凍星やいづれ師恩に応へむと
クリスマスツリーの電気消す係　　（『夏帽子』2010年、より）
水色のボールペン買ふ薄暑かな
中心に磐座のある虫の闇
髪を切るのは風の盆終へてから
月の美しさがわかる人とゐる
小春日や湖を買ふ夢を見て
羅を着て朝までを語りけり
人間も山椒魚も愉快なり
モネの色遣ひと思ふ夕焼雲
明け方の砂の輝き磯遊
女ざかり働きざかり晶子の忌　　　（『砂の輝き』2014年、より）

短歌
はや外は朧月夜となつてゐる地下の読書室の鍵かけて出づ
星の地図足裏の地図脳の地図学ぶといふはかくも楽しき
咲きのぼる吉野の里の山ざくら恋はしづかに愛へと変はる　　　

## 著書
- 『人口・家族・生命と社会政策 日本の経験』法律文化社 2010年
- 『句集　夏帽子』角川学芸出版 角川新鋭俳句叢書　2010年
- 『〈優生〉・〈優境〉と社会政策 人口問題の日本的展開』法律文化社 2013年
- 『砂の輝き 杉田菜穂句集』KADOKAWA 2014年
- 『人口論入門 歴史から未来へ』法律文化社 2017年
- Goldfish’s Sigh: haiku of Naho Sugita Red Moon Press 2021

### 共著
- 『日本における社会改良主義の近現代像 生存への希求』玉井金五共著 法律文化社 2016年

## 論文
- <杉田菜穂